# 식나무

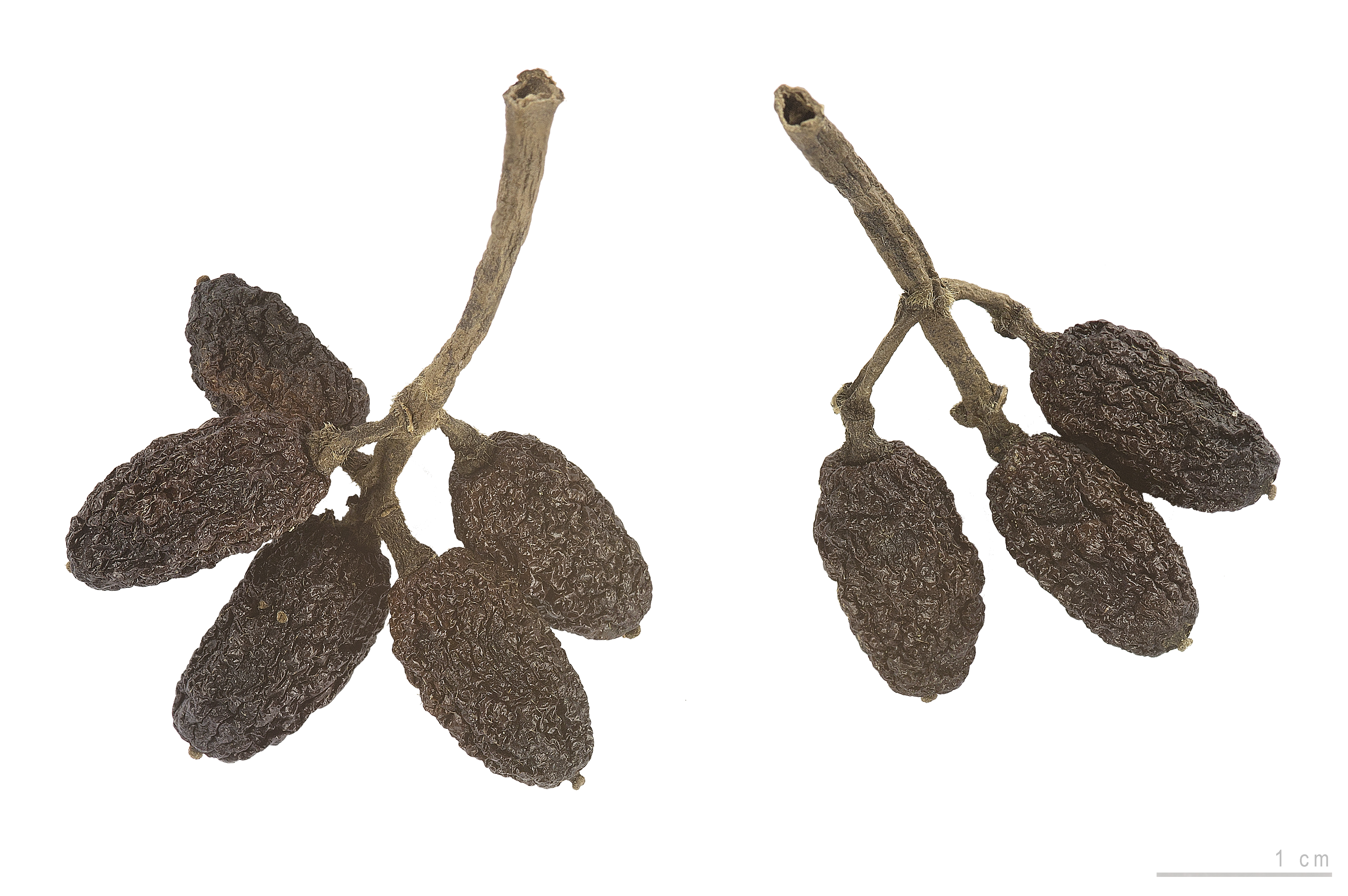
Aucuba japonica

식나무(Aucuba japonica)는 가리아과에 속하는 상록의 활엽관목으로서, 높이는 2m 정도이다. 잎은 마주나며, 긴 타원형으로 광택이 있고 가장자리는 거친 톱니처럼 되어 있다. 암수딴그루로서, 물은 짙은 자색으로 4월경이 되면 가지 끝에 원추꽃차례를 이루면서 달린다. 이때 각각의 꽃은 작은 4수화이다. 꽃잎은 자갈색이다. 열매는 타원형의 핵과로, 가을이 되면 홍색·황색·흰색으로 익는다. 내음성이 강한 극음수이며 햇빛이 들지 않는 곳이나 습기가 많은 곳에서도 잘 자라며 내한성도 강한 편이다. 주로 따뜻한 산지에서 정원수로 자라며, 온대 조엽수림을 이루는 대표적인 종류로서 한국 남부, 특히 울릉도 지역에 분포하고 있다.